# Justinijan II.
Justinijan II. Beznosni (grč. Rhinotmetos) (lat. Iustinianus Augustus, grč. Ἰουστινιανός Β) (Carigrad, oko 670. – Sinopa, 11. prosinca 711.), bizantski car (685. – 695.) i (705. – 711.). Ratovao je protiv Arapa, Bugara i Slavena. Zbacio ga je s prijestolja i protjerao vojskovođa Leoncije i odrubio mu nos kako bi bio nedostajan carske vlasti, zbog čega je dobio nadimak "Beznosni" (Rhinotmetos). Vratio se na vlast pomoću bugarske vojske i stao se okrutno osvećivati svojim protivnicima zbog čega je izbila nova pobuna tijekom koje je bio ubijen.

## Brakovi
Supruge cara Justinijana:
- Eudokija
- Teodora Hazarska[2]

## Vanjske poveznice
- Justinijan II. Hrvatska enciklopedija
- Justinijan II. Beznosni Proleksis enciklopedija

| Prethodnik:                  | Bizantski carevi | Nasljednik:            |
| Konstantin IV. (668. – 685.) | Bizantski carevi | Leoncije (695. – 698.) |

| Prethodnik:                         | Bizantski carevi | Nasljednik:                  |
| Tiberije III. Apsimar (698. – 705.) | Bizantski carevi | Filipik Bardan (711. – 713.) |